# Извор (област Бургас)
Вижте пояснителната страница за други значения на Извор.
Вижте пояснителната страница за други значения на Кайнарджа.
Извор е село в Югоизточна България, което се намира в община Бургас, област Бургас. До 1899 г. името на селото е Кайнарджа.

## География
Село Извор се намира на около 17 км южно от центъра на Бургас, на 13 км от морето, на 32 км от летището. Селото е близо до град Бургас и маршрутите към Странджа планина и Черно море. Населено е както със семейства от България, така и с хора от Франция, Великобритания и други държави. Надморската височина се мени от 22 м на моста над реката до 71 м в най-високата част на селото — югозападния край. В непосредствена близост до сео Извор се намира резерватът „Дъбрава“. Това е името и на реката, която минава край селото (известна още като Изворска река) и се влива в езерото Мандра. От северната и южната страна на селото има два язовира, построени през втората половина на XX век. От речната тераса се добива питейна вода за селото и за пристанището. Селото разполага с редовен общински транспорт — автобусна линия № 18. Има високоскоростна връзка към Интернет и отличен обхват на мобилните телефони. От с. Извор през с. Ново Паничарево се достига до градовете Приморско, Китен, Царево, и Ахтопол. Липсата на престъпност, доброто местоположение в близост до Созопол, Бургас, Приморско и др., наличието на детска градина, добрата инфраструктура и търговската мрежа правят с. Извор предпочитано място за млади семейства.

## Население
| Година | 1934 | 1946 | 1956 | 1965 | 1975 | 1985 | 1992 | 2001 | 2015 |
| ------ | ---- | ---- | ---- | ---- | ---- | ---- | ---- | ---- | ---- |
| Жители | 1311 | 1544 | 1532 | 1257 | 1032 | 846  | 794  | 667  | 710  |

| Етническа група | Хора | Процент |
| --------------- | ---- | ------- |
| българска       | 481  | 98,57%  |
| ромска          | 4    | 0,82%   |
| общо            | 488  |         |

## История
По време на турското иго селото се е казвало Кайнарджа (сега друго село в България носи това име). Името "Извор" произхожда от факта, че преди години в селото се е намирал единственият водоизточник в околността. Съвременният водоизточник на селото поддържа постоянно равнище на водата, независимо от атмосферните условия.
Хората се изхранват с отглеждането на земеделски култури и животни. Някои от по-младото поколение са се насочили към развитието на собствен бизнес. С тяхна подкрепа преди три години е издадена и книга за с. Извор.
След референдум, проведен на 23 август 2009 г., жителите на село Извор избират да преминат от община Созопол към община Бургас. Селото е присъединено към Бургаската област с Указ № 121 от 10 май 2010 г. на тогавашния президент на Република България — Георги Първанов.

## Културни и природни забележителности
Село Извор има два язовира, река (Дъбрава) и гора. На един-два километра от селото започват горите на Странджа планина.
До края на 80те годидини с цел опазване на природата е забранен строежът на вили в селото.
В с. Извор се намира църквата „Света Троица“, построена през 1886 г., понастоящем обявена за паметник на културата. От двете ѝ страни са разположени паметните плочи на загиналите през Балканската война. През 2007 г. е започнато реставрирането на църквата.
По време на въстанията, в къщата на Рафаил Мойсеев (срещу кметството на селото) са се укривали оръжия и много български борци за свобода. Един от тях е Георги Кондолов — първият войвода на Илинденско-Преображенското въстание.
През 2007 г. в двора на читалището е открита, лично от президента Георги Първанов, паметна плоча и паметник на Христо Халачев — участник в Илинденско-Преображенското въстание.
Инициативата за поставянето на паметника принадлежи на местното Тракийско дружество, което носи името на Халачев. Според историческите данни той е ръководил така наречения Кладарски участък в битките по време на Илинденско-Преображенското въстание. Роден е през 1879 г., но по отношение на родното му място има противоречиви данни — сочат се както с. Извор, така и село в община Малко Търново. Сигурно е обаче, че след потушаването на въстанието Халачев се установява в с. Извор, където се задомява и му се раждат деца. Войводата умира през 1952 година, погребан е в местното гробище.
Паметната плоча на Христо Халачев, дело на Вълко Кидеров от град Бургас, може да се види пред читалището в селото. Отделно е монтирана възпоменателна плоча с името на войводата в гробището, на мястото, където е погребан.

## Редовни събития
- 24 май — панаир на селото;
- 20 юли — празник на параклиса „Св. пророк Илия“.

## Личности
- Георги Стоилов Николов — спортист; печели първо място по свободна борба на международен турнир през 1979 г. в Русия.
- Стефан Иванов — спортист (борец); роден на 28.02.1957 г. в с. Извор, Бургаско.
- Кирил Димитров — спортист; печели първо място по свободна борба в на международен турнир през 1980 г. в Чехия.
- Георги Зайчев — балкански шампион по свободна борба.
- Ивана Димитрова — седемкратна републиканска шампионка по свободна борба; участва на европейски и световни първенства: дъщеря на Кирил Димитров.

Починали в Извор
- Никола Стойков Попов (1866 – ?) — български свещеник, революционер и учител.
- Владо Иванов Стоянов- кмет на село Извор

## Кухня
Сочните изворски дини са прочути не само в селото, но и по цялото Черноморие.
Традиционните български гозби се приготвят със свежи продукти от собствените градини. Набляга се на здравословния начин на живот и употребата на полезни подправки като чесъна и самардалата (вид растение, по вкус наподобява чесъна).
Странджанското дядо е вид български традиционен колбас с неповторим вкус. Приготвя се от специално подбрани видове нетлъсти меса. Подхожда на всички видове тежки български вина. На особена почит е и домашната ракия. 
В околностите се отглеждат т.нар. „щастливи“ прасета. Хранят се с множество гъби, треви и корени на диворастящи растения. 
Земята на с. Извор е чернозем, напояван от подземна река, поради което дава изобилна реколта. Речната и черноморската риба, вкл. изворският шаран плакия, присъстват на всяка маса. Традиционни гозби са заешкото месо със зеленчуци и свинските мръвки, приготвени по домашна рецепта.